# Zapotèque d'Amatlán
Ne doit pas être confondu avec zapotèque de San Agustín Mixtepec.
Le zapotèque d'Amatlán (ou dizhze, zapotèque de San Cristóbal Amatlán, zapotèque de Miahuatlán du Nord-Est) est une variété de la langue zapotèque parlée dans l'État de Oaxaca, au Mexique.

## Localisation géographique
Le zapotèque d'Amatlán est parlé dans deux villes de l'est du district de Miahuatlán (en), dans le sud de l'État de Oaxaca, au Mexique,.

## Dialectes
Le zapotèque d'Amatlán possède les dialectes de San Cristóbal Amatlán et de San Francisco Logueche.

## Intelligibilité avec les variétés du zapotèque
Le zapotèque de Loxicha est la variété de zapotèque la plus similaire au zapotèque d'Amatlán.

## Utilisation
En 2000, 10 000 personnes parlent le zapotèque d'Amatlán, dont 2 000 monolingues. Cette langue est très utilisée, dans tous les domaines par des personnes de tous âges. La maîtrise de l'espagnol a augmenté, mais le zapotèque est préféré, quelques locuteurs de l'espagnol vivant dans la région peuvent le parler. Le taux d'alphabétisation des personnes ayant le zapotèque d'Amatlán comme langue maternelle est de moins de 1 % contre 60 % pour ceux l'ayant appris comme langue seconde. « Dizhze » est le nom que donnent les locuteurs à leur langue, et parfois à toutes les langues excepté l'espagnol.